# Ipomoea alba
Espèce
Synonymes
- Calonyction aculeatum (L.) House[2] [1]
- Calonyction album (L.) House
- Calonyction bona-nox (L.) Bojer[1]
- Calonyction pulcherrimum Parodi[1]
- Calonyction speciosum Choisy[1]
- Convolvulus aculeatus L.[1]
- Convolvulus bona-nox (L.) Spreng.[1]
- Convolvulus pulcherrimus Vell.[1]
- Ipomoea aculeata var. bona-nox (L.) Kuntze[1]
- Ipomoea bona-nox L.[2] [1]

Ipomoea alba, l’ipomée blanche, appelée aussi fleur de lune en raison de sa floraison nocturne, est une espèce de plantes de la famille des Convolvulaceae, originaire des régions tropicales d’Amérique, naturalisée dans la plupart des pays tropicaux.
Présente dans les Antilles françaises où elle est connue sous les noms de Belle de nuit, Flé lannuit, Lyann blan bòd lanmè, Lyann dous. En métropole, le terme de Belle-de-nuit est le nom vernaculaire de Mirabilis jalapa de la famille des Nyctaginaceae.

## Description

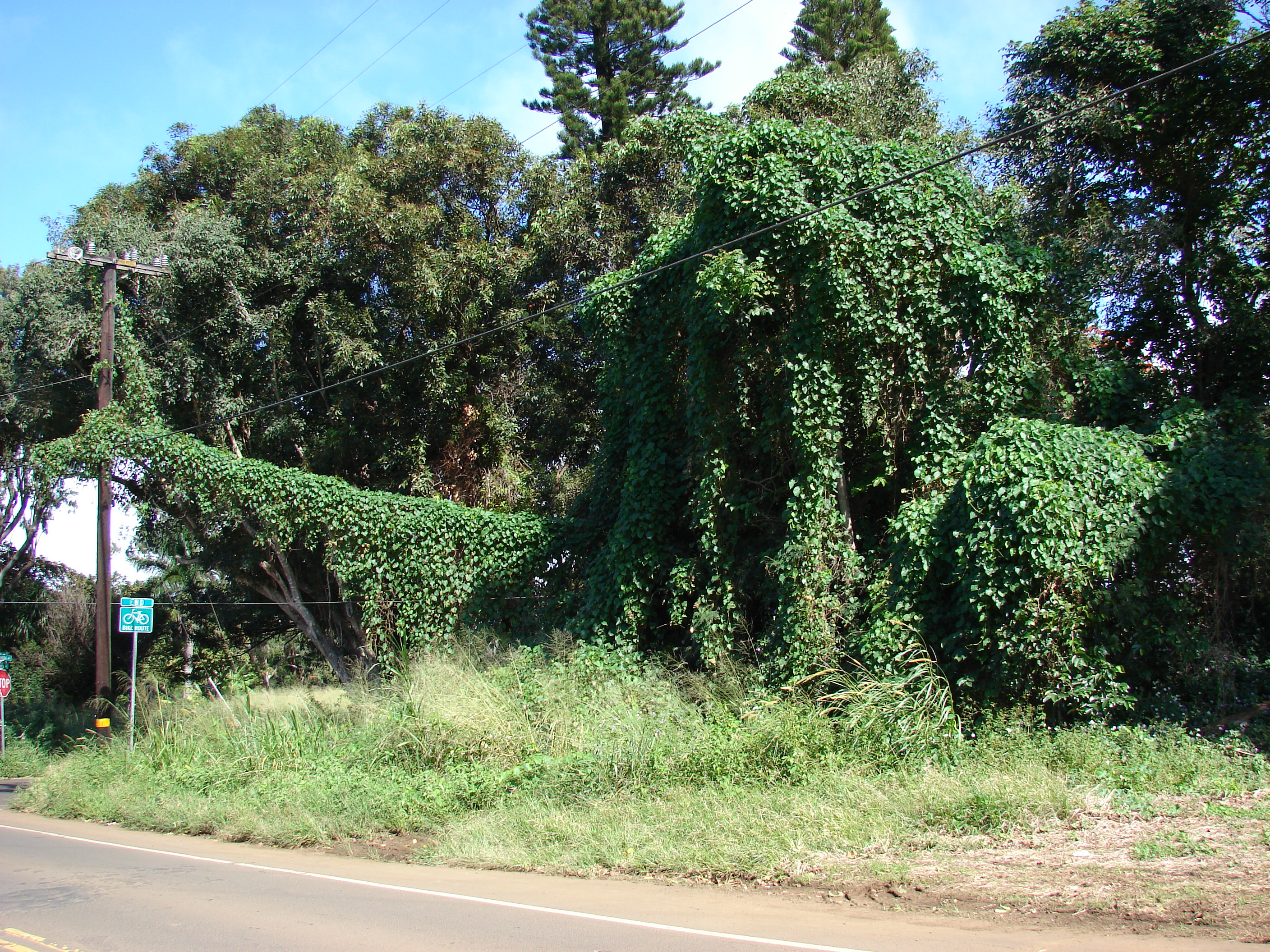
Ipomoea alba, Hawaii

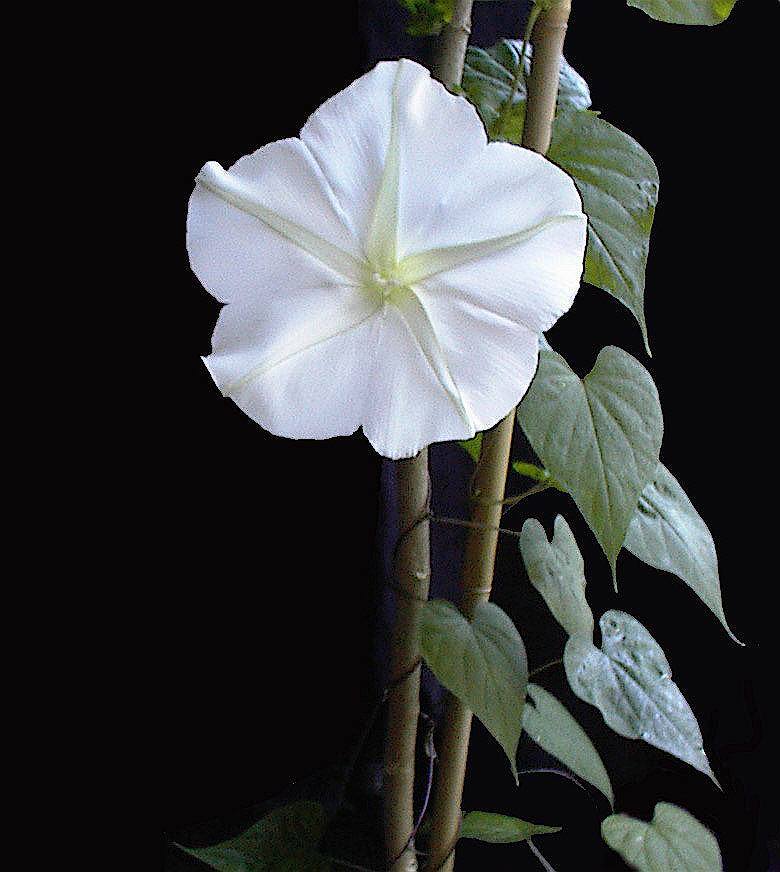
I. alba

Ipomoea alba est une liane, pérenne, poussant à des hauteurs allant de 5 à 30 m, avec des tiges habituellement glabres, lisses ou avec de courts aiguillons charnus,. La sève est laiteuse.
La feuille, portée par un pétiole de 5–20 cm, possède un grand limbe, à sinus en U évasé, de 10–20 cm de long sur 8–15 cm de large, ovale, base cordée, marge entière parfois trilobée, apex acuminé.
L’inflorescence, plus courte que la feuille, portée par un pédoncule de 1–24 cm, avec deux grandes bractées blanches, décidues, portant 2 à 3 fleurs en cymes.
Les fleurs s’ouvrent en début de nuit et restent ouvertes toute la nuit ; elles émettent un doux parfum. Le calice est formé de sépales engainant le tube de la corolle. La corolle d’un blanc pur est portée par un long tube de 8–10 cm, très étroit, vert, et possède un limbe de 7–12 cm de diamètre, à 5 angles cuspidés vert clair.
Le fruit est une capsule, coniques, avec les sépales très accrescentes.

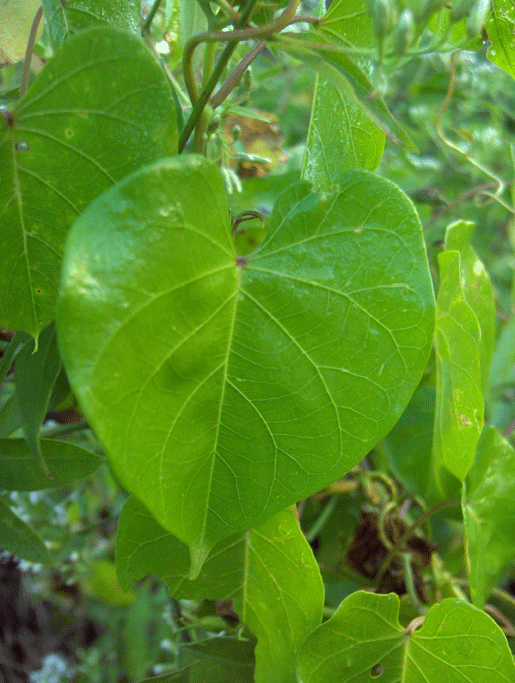
Feuille
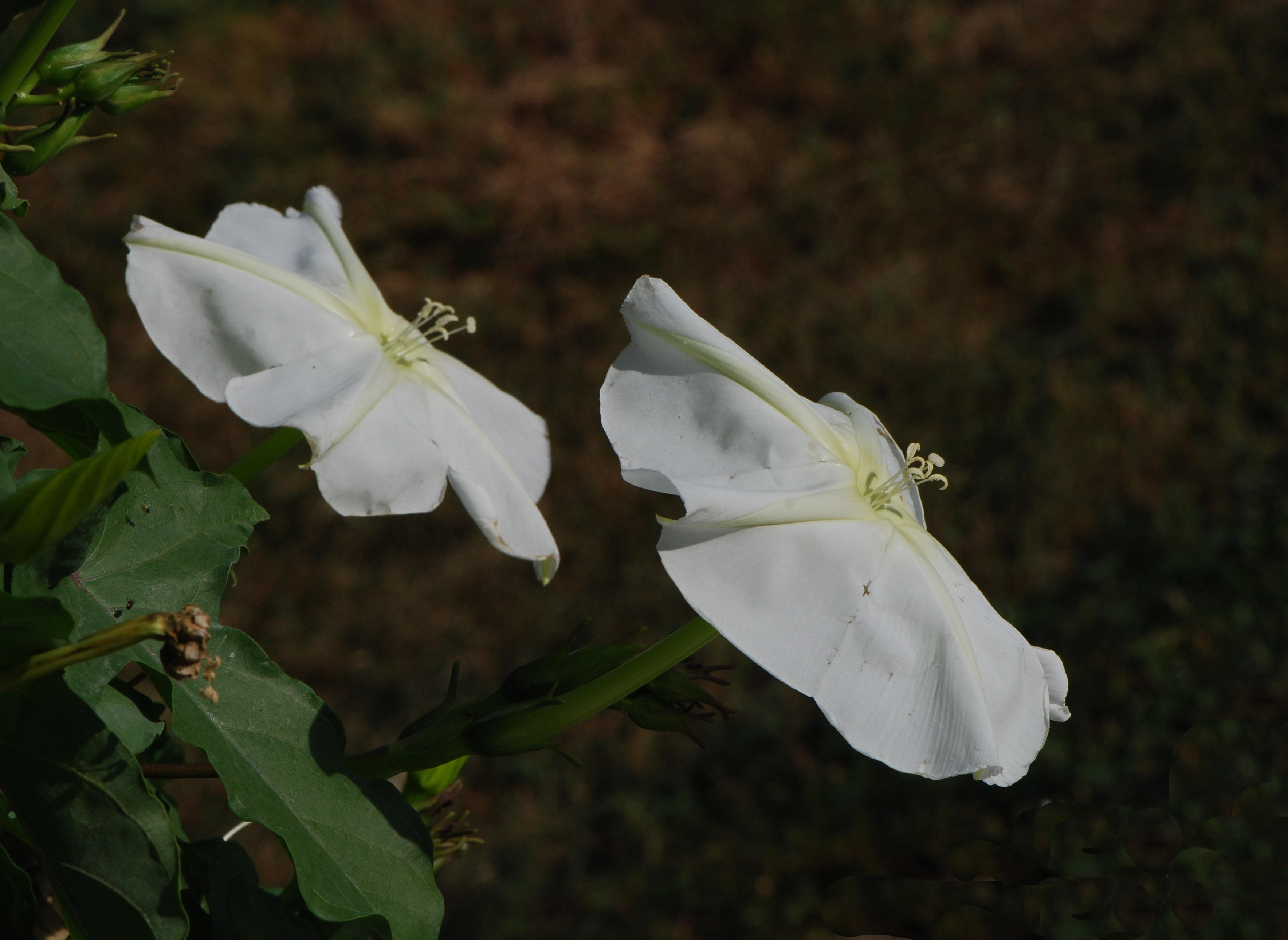
Fleurs
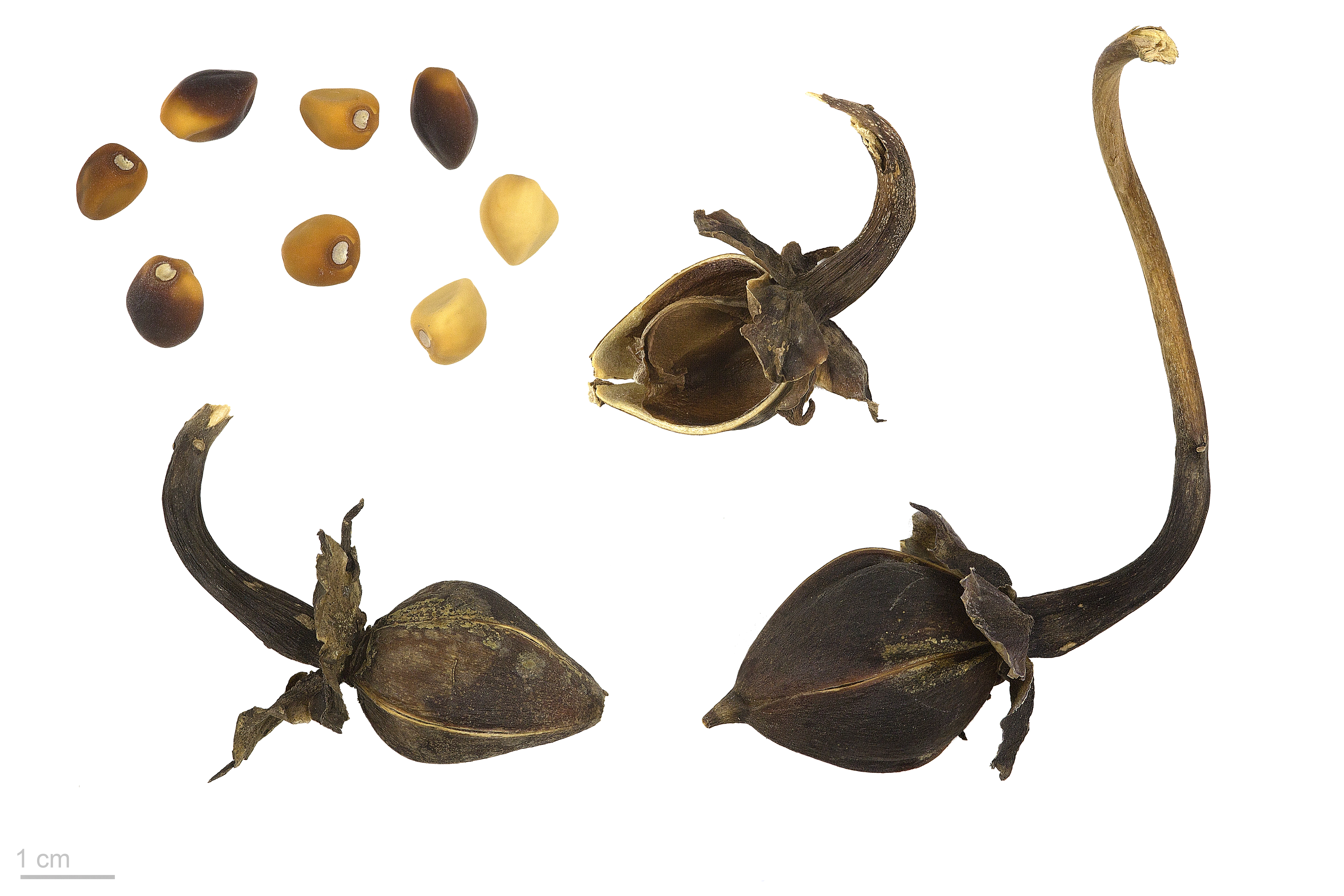
Capsules, graines

## Distribution
Ipomoea alba pousse dans les forêts humides, dans les zones perturbées.
Originaire de l’Amérique tropicale, elle a été propagée partout sous les tropiques où elle s’est naturalisée. Elle est présente en Chine, Indonésie, Japon (îles Ryükyü) Malaisie, Myanmar, Népal, Nouvelle-Guinée, Philippines, Sri Lanka, Thaïlande, îles du Pacifique.
Elle est également cultivée pour l’ornement.

## Utilisation historique
Les peuples Aztèques, Mayas et Olmèques en Mésoamérique, ont fabriqué des balles en caoutchouc pour jouer à un jeu de balle rituel, connu sous le nom de ulama en nahuatl. Ce caoutchouc était tiré du latex du Castilla elastica, un arbre de la famille des Moraceae indigène dans la région mésoaméricaine et non pas de l’hévéa (Hevea brasiliensis), originaire de l’Amazonie. Pour augmenter l’élasticité, on mélangeait la sève de Castilla elastica avec le suc de l’ipomée blanche permettant de réaliser une sorte de vulcanisation avant la lettre.

## Cinéma
Elle est mentionnée dans la série The Haunting of Bly Manor dans l'épisode 6 dans un monologue de  Amelia Eve) où est évoqué sa fleuraison très courte et rare par rapport au travail de ceux qui l'entretiennent toute l'année.